# Kasteel Waardenburg
Kasteel Waardenburg, soms ook Weerdenburg genoemd, is een middeleeuws kasteel gelegen te Waardenburg in de gemeente West Betuwe, in de Nederlandse provincie Gelderland.

## Geschiedenis
De stichtingsdatum van kasteel Waardenburg is precies bekend: op 5 augustus 1265 gaf graaf Otto II van Gelre de dorpen Hiern, Neerijnen en Opijnen aan Rudolf de Cock, ridder, die daartegenover zijn bezittingen in Rhenoy afstond. Toen deze Rudolph het dorp Hiern (de oude naam van het dorp Waardenburg) in leen had gekregen, wilde hij zich daar ook vestigen. Hij vroeg dus aan de leenheer toestemming om een woning te bouwen. Graaf Otto gaf daarvoor toestemming, maar het bouwwerk mocht niet meer kosten dan 300 Leuvense Ponden.
Rudolphs gelijknamige zoon volgde hem op en bouwde de woning uit, evenals later diens zoon Johan. Uit het huwelijk van Gerard de Cock en Henrica van Culemborg kwam alleen de erfdochter Agnes, die de bezittingen via haar huwelijk (kort voor 1385) inbracht bij Willem van Broeckhuysen. In 1415 overleed deze en kwam het bouwwerk aan de oudste van negen kinderen, namelijk Willem. Toen deze Willem al snel overleed, ging het naar diens broer Johan van Broeckhuysen (een grote en vette man volgens de Waardenburgse kroniek), die trouwde met Adriana van Brakel. Hun zoon Gerard van Broeckhuysen trouwde in 1434 met Walraven uit het huis Brederode. Hun zoon Johan kreeg op circa tienjarige leeftijd de beschikking over onder andere Waardenburg en overleed in 1468. In 1470 volgde zijn enige en minderjarige zoon Gerard hem op. Zijn zus Walraven volgde hem in 1494 op en trouwde met Otto van Arkel, waardoor het bouwwerk in deze familie kwam.

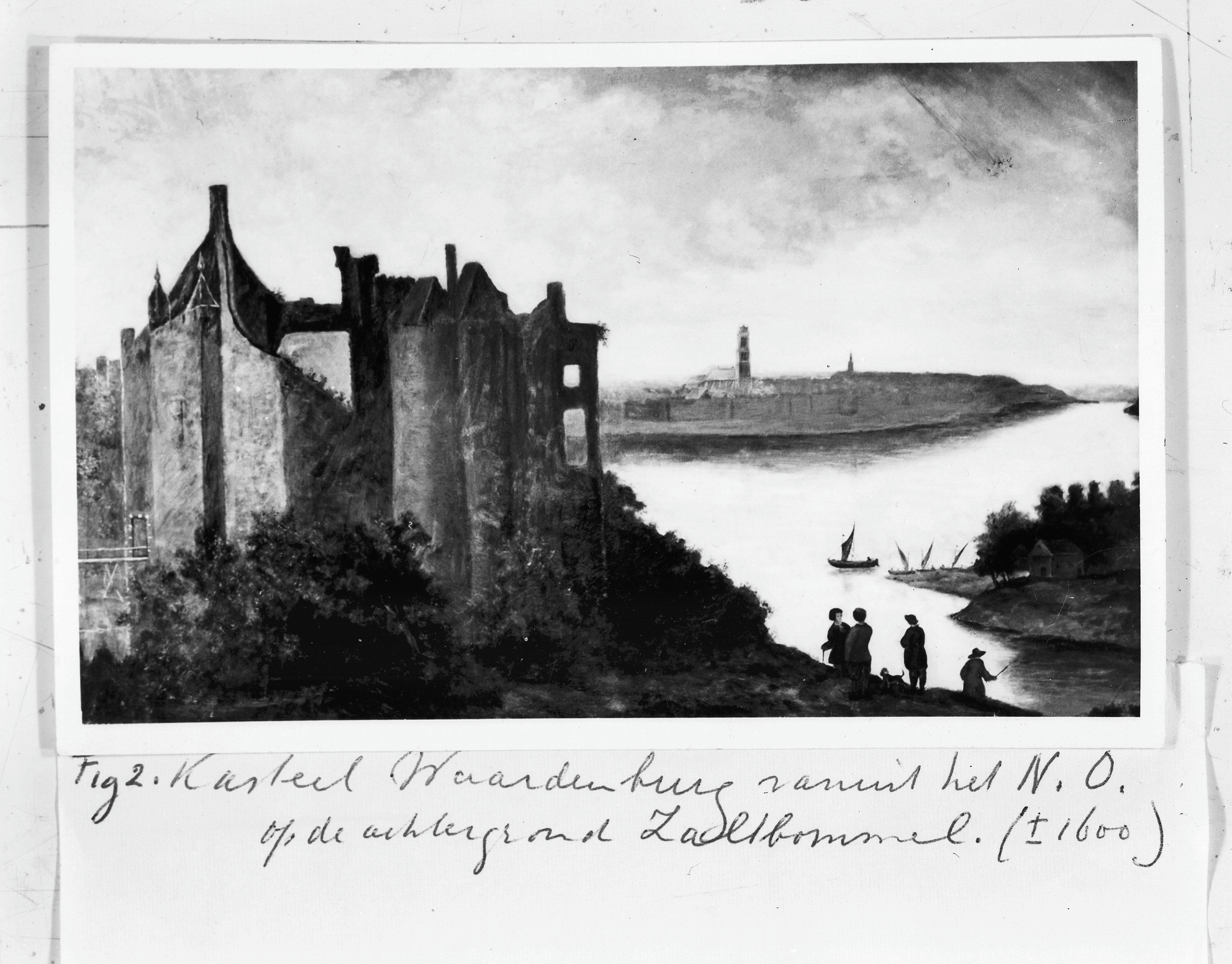
Waardenburg rond 1600 (RCE)

In 1574 werd het kasteel verwoest door Lodewijk, graaf van Nassau, broer van prins Willem I. De toenmalige bewoonster, Catharina van Gelre, bastaarddochter van Karel van Gelre, weduwe van Walraven van Arkel, was Spaansgezind en weigerde zich over te geven. De schade was aanzienlijk en het slot is deze slag nooit te boven gekomen. Haar kleinzoon, Thomas van Thiennes, verkocht het in 1618 aan Johan Vijgh. In 1700 werd het gekocht door de Friese adellijke familie Van Aylva. In 1800 huwde Anna Jacoba Wilhelmina van Aylva met Frederik baron van Pallandt. De familie van Pallandt had het slot tot het overlijden van Julie Eliza barones van Pallandt (1898-1971) in bezit. Waardenburg vererfde in 1971 aan haar achterneef jhr. C.L.H. Vredenburch (1932), die het in 1975 in erfpacht overdroeg aan Het Geldersch Landschap/Vrienden der Geldersche Kasteelen.

## Bouwkundig
De eerste burcht was waarschijnlijk van hout. De zoon van de stichter Rudolph de Cock bouwde in 1283 "den sael ende ronde toern". In 1355 bouwde de vierde heer (Johan de Cock), een grote vierkante toren van vier verdiepingen met dak, weergang en arkeltorentjes in het oosteinde met de ringmuur en de voorburcht. Deze donjon bestaat nog steeds, maar is nu een verdieping lager en heeft een lessenaarsdak. Hij liet ook een ringmuur bouwen en een slotgracht aanleggen, die het kasteel met voorburcht omringde. Hiermee werd het een grote ronde burcht.
Na de verwoesting in 1574 is de ruïne in 1627 weer bewoonbaar gemaakt. In 1895 restaureerde de eigenaar het, en voegde aan de oostzijde een torentje toe. Het kasteel liep in de Tweede Wereldoorlog schade op tijdens de bombardementen van de nabijgelegen Bommelse Brug en werd in 1957 onbewoonbaar verklaard. A.F. van Goelst Meyer (1892-1990) heeft vervolgens voor grootschalige restauratie gezorgd. Het gebouw heeft momenteel ongeveer de helft van zijn oorspronkelijke omvang, waarbij vooral oude delen bewaard zijn gebleven.

## Eigenaren van Waardenburg en Neerijnen sinds 1700
Tjaard van Aylva (?-1705), heer van Waardenburg en Neerijnen (door koop in 1700; deed in 1701 afstand ten gunste van zijn zoon Cornelis); trouwde in 1683 met Margaretha van Gendt, vrouwe van Waardenburg en Neerijnen (1656-1741) [werd vrouwe in 1707 na overdracht door haar zoon Cornelis]
- Cornelis van Aylva, heer van Waardenburg en Neerijnen (vanaf 1701 tot 1707 en opnieuw na 1743) (1684-1745)
  - Tjaard van Aylva, heer van Waardenburg en Neerijnen (van 1745 tot 1751) (1712-1757), stond de heerlijkheden af aan zijn tante Judith Marie
- Judith Marie van Aylva, vrouwe van Waardenburg en Neerijnen (vanaf 1751) (?-1756)
  - mr. Hans Willem baron van Aylva, heer van Waardenburg, Neerijnen, enz. (1751-1827) [werd heer in 1773 na overlijden van zijn oudoom Hobbe Esaias van Aylva]
    -       - jkvr. Anna Jacoba Wilhelmina van Aylva (1778-1814); trouwde in 1800 met mr. Frederik Willem Floris Theodorus baron van Pallandt, heer van Keppel, enz. (1772-1853)
        - Hans Willem van Aylva baron van Pallandt (1804-1881)
          - Mr. Willem Constantijn baron van Pallandt, heer van Waardenburg en Neerijnen (1836-1905)
          - Adolf Jacob Carel baron van Pallandt, heer van Neerijnen (1838-1920)
            - Hans Willem baron van Pallandt, heer van Waardenburg en Neerijnen (1866-1929)
              - Julie Eliza barones van Pallandt, vrouwe van Waardenburg en Neerijnen (1898-1971)

            - Eliza Dorothea barones van Pallandt (1878-1972); trouwde in 1903 met Gerald Ernest baron van Tuyll van Serooskerken (1872-1944)
              - Eliza Dorothea barones van Tuyll van Serooskerken (1906-1976); trouwde in 1931 met jhr. mr. Hendrik Frederik Lodewijk Karel van Vredenburch (1905-1981)
                - jhr. Carel Lodewijk Hendrik van Vredenburch, heer van Waardenburg en Neerijnen (1932)
- Hobbe Esaias van Aylva, heer van Waardenburg en Neerijnen (vanaf 1757 als erfgenaam van zijn zus) (1695-1772)

## Trivia
- Het kasteel is mede bekend door de Faustlegende, zie Dokter Faust van Waardenburg.